# Cephalaspis
Genre
Cephalaspis (du grec képhalê : « tête », et aspis : « bouclier ») est un genre fossile de vertébrés ostracodermes agnathe (dépourvu de mâchoires), à l'allure de poisson et doté d'un épais bouclier osseux sur le crâne. Il a vécu durant le Dévonien inférieur, de -415 à 398 Ma (millions d'années).

## Description

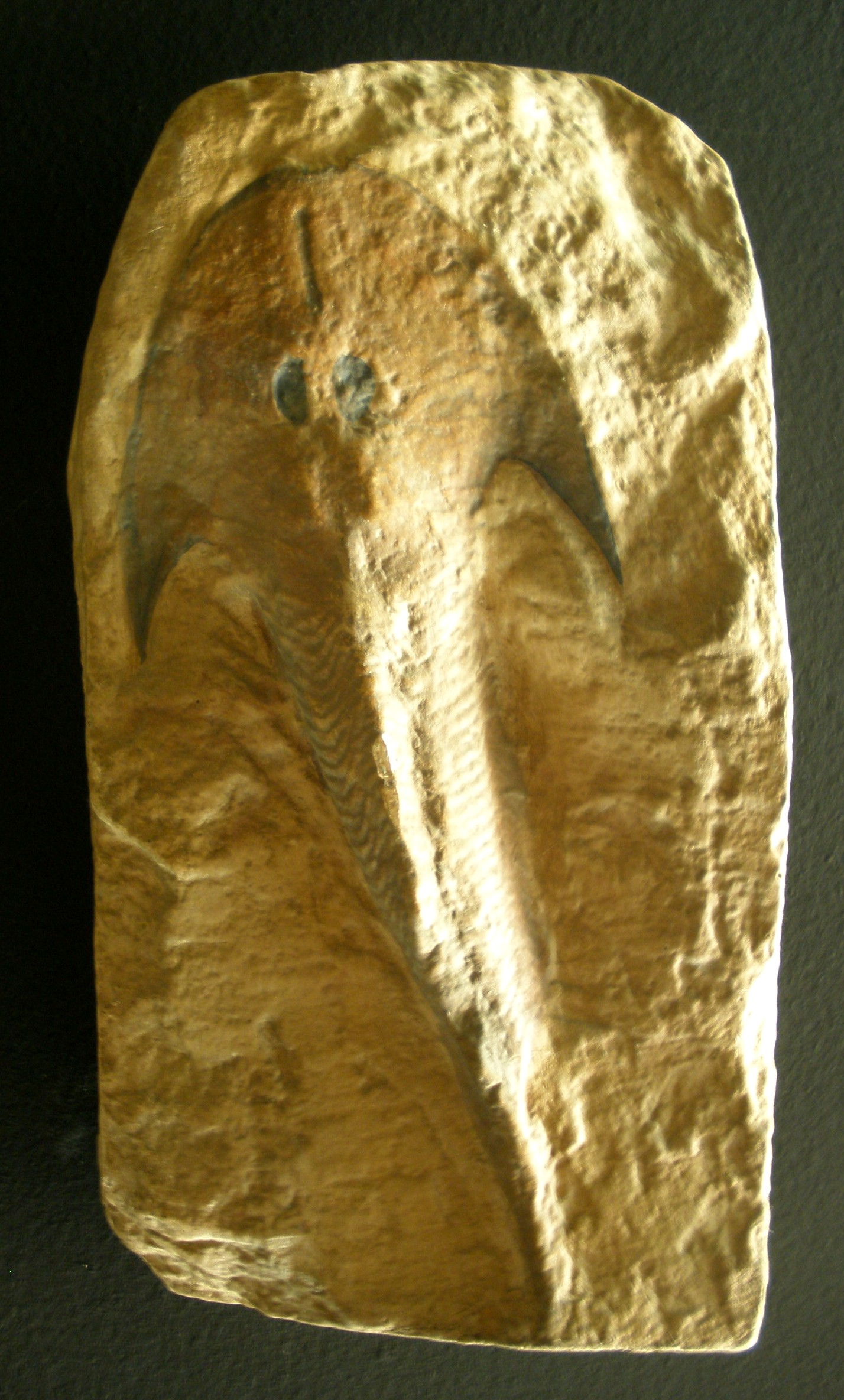
Fossile de Cephalaspis.

Comme les autres ostracodermes, Cephalaspis était fortement caparaçonné, pouvant le protéger contre les placodermes et les euryptérides, servant peut-être de source de calcium pour les fonctions métaboliques dans des environnements d'eau douce pauvres en calcium. De la taille d'une truite, il vivait principalement dans les estuaires de l'époque. Il possédait des plaques sensorielles le long du bord et du centre de son bouclier crânien, qu'il utilisait vraisemblablement pour détecter la présence de vers, de mollusques, de crustacés, de trilobites et d'autres organismes fouisseurs dont il se nourrissait.

### Régime
Sa bouche étant située directement sous sa tête, Cephalaspis a été considéré comme un détritivore, tel un poisson-chat ou un esturgeon. La tête de Cephalaspis pouvait lui servir, comme un soc de charrue, à fouir les sédiments du fond des cours d'eau dans un mouvement de balancier latéral (droite-gauche).

## Dans la culture populaire

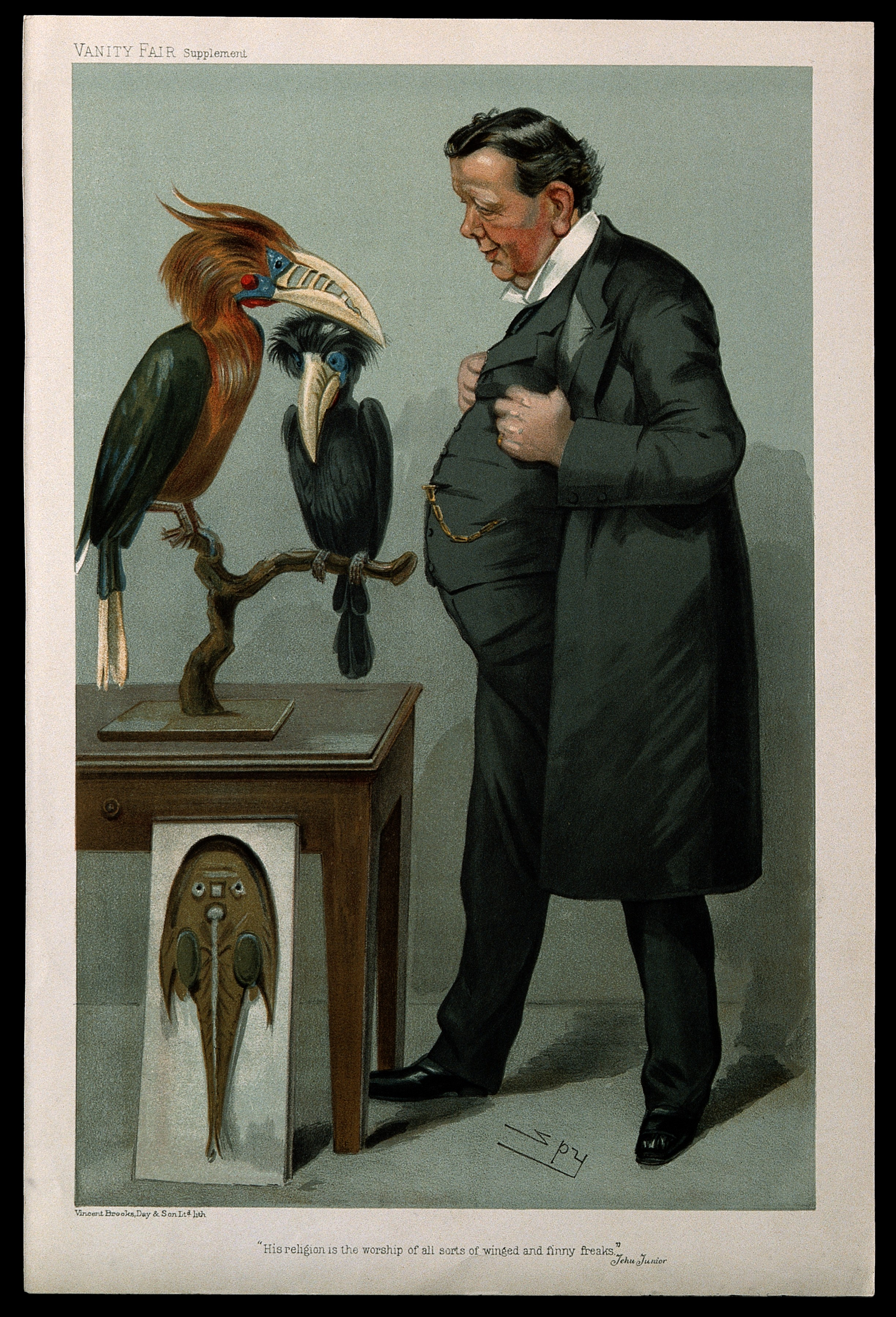
Caricature du naturaliste britannique Edwin Ray Lankester avec un fossile de Cephalaspis à ses pieds.

Des Cephalaspis sont mis en scène dans la série documentaire « Sur la terre des géants », réalisée par la BBC en 2005, les où ils sont chassés par des Brontoscorpios. En réalité, il est fortement improbable que Brontoscorpio et Cephalaspis se soient côtoyés, le premier vivant à la fin du Silurien, le deuxième au début du Dévonien.

## Classification

### Espèces incluses

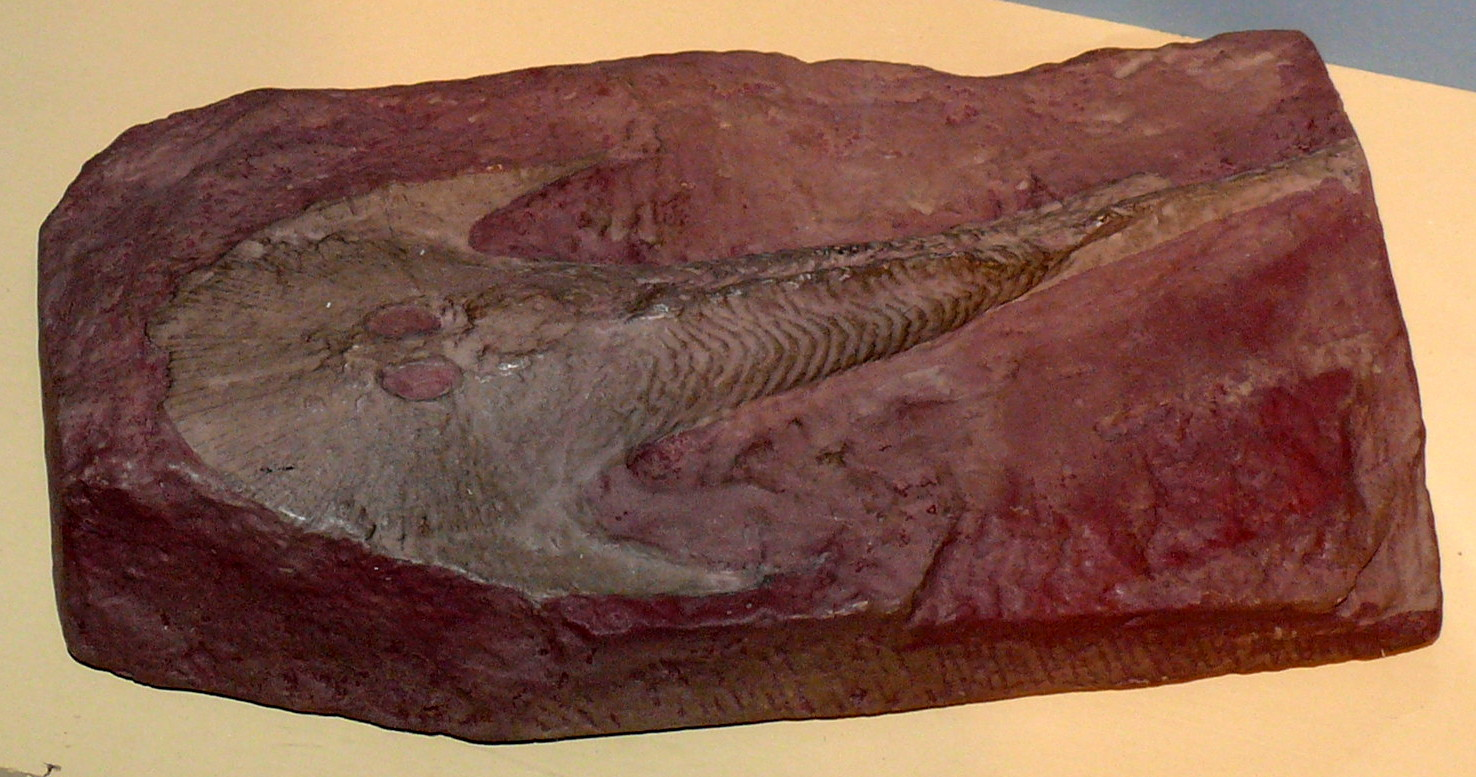
Cephalaspis lyelli (fossile)

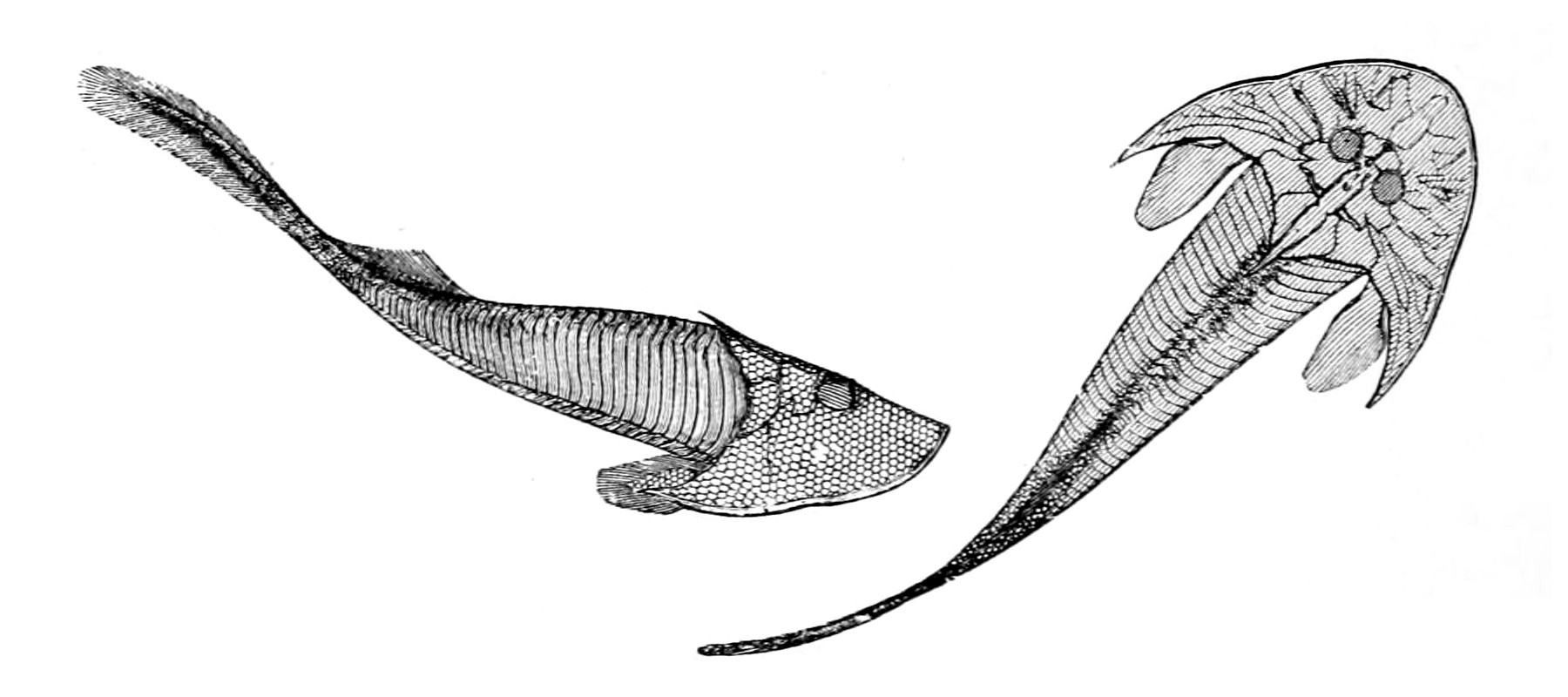
Cephalaspis lyellii (restitution)

- †Cephalaspis lyelli (Agassiz, 1835) (type)
- †Cephalaspis aarhusi (Wangsjö, 1952)
- †Cephalaspis agassizi (Lankester, 1868)
- †Cephalaspis brevirostris (Denison, 1952)
- †Cephalaspis broughi (Wangsjö, 1952)
- †Cephalaspis cradleyensis (Stensiö, 1932)
- †Cephalaspis dissimulata (Wangsjö, 1952)
- †Cephalaspis doryphorus (Wangsjö, 1952)
- †Cephalaspis fletti (Stensiö, 1932)
- †Cephalaspis fraticornis (Wangsjö, 1952)
- †Cephalaspis hyperboreus (Wangsjö, 1952)
- †Cephalaspis lankestri (Stensiö, 1932)
- †Cephalaspis lornensis (Traquair, 1899)
- †Cephalaspis microlepidota (Balabai, 1962)
- †Cephalaspis novaescotiae (Denison, 1955)
- †Cephalaspis platycephalus (Wangsjö, 1952)
- †Cephalaspis producta (Wangsjö, 1952)
- †Cephalaspis recticornis (Wangsjö, 1952)
- †Cephalaspis spinifer (Stensiö, 1923)
- †Cephalaspis tenuicornis (Wangsjö, 1952)
- †Cephalaspis verrulosa (Wangsjö, 1952)
- †Cephalaspis websteri (Stensiö, 1932)
- †Cephalaspis whitbachensis (Stensiö, 1932)
- †Cephalaspis wyomingensis (Denison, 1952)

### Noms deCephalaspisayant été réassignés
- †Cephalaspis corystis (Wangsjö, 1952) = Machairaspis corystis
- †Cephalaspis excellens (Wangsjö, 1952) = Waengsjoeaspis excellens
- †Cephalaspis elegans (Balabai, 1962)[2] = Zychaspis siemiradzkii[3]
- †Cephalaspis hastata (Wangsjö, 1952) = Machairaspis hastata
- †Cephalaspis hoeli (Stensiö, 1927) = Mimetaspis hoeli
- †Cephalaspis ibex (Wangsjö, 1952) = Machairaspis ibex
- †Cephalaspis jarviki (Wangsjö, 1952) = Diademaspis jarviki
- †Cephalaspis magnifica (Traquair, 1893) = Trewinia magnifica
- †Cephalaspis microtuberculata (Obruchev, 1961) = Escuminaspis laticeps
- †Cephalaspis pagei (Lankester, 1868) = Janaspis pagei
- †Cephalaspis patteni (Robertson, 1936) = Levesquaspis patteni
- †Cephalaspis powriei (Lankester, 1868) = Janaspis powriei
- †Cephalaspis rosamundae (Roberts, 1937) = Escuminaspis laticeps
- †Cephalaspis rostrata (Agassiz, 1835) = Pteraspis rostrata
- †Cephalaspis salweyi (Egerton, 1857) = Zenaspis salweyi
- †Cephalaspis utahensis (Branson & Mehl, 1931) = Camptaspis utahensis

### Autres noms ayant été assignés un jour àCephalaspis
- †Cephalaspis abergavenniensis (White, 1963)
- †Cephalaspis acuticornis (Stensiö, 1927)
- †Cephalaspis billcrofti (White & Toombs, 1983)
- †Cephalaspis campbelltonensis (Whiteaves, 1881)
- †Cephalaspis cocculi (MacGillivray, 1921)
- †Cephalaspis cwmmillensis (White & Toombs, 1983)
- †Cephalaspis dawsoni (Lankester, 1870)
- †Cephalaspis djurinensis (Balabai, 1962)
- †Cephalaspis grabrielsei (Dineley & Loeffler, ?)
- †Cephalaspis isachseni (Stensiö, 1927)
- †Cephalaspis jexi (Traquair, 1893)
- †Cephalaspis peninsula (Pageau, 1969)
- †Cephalaspis schrenckii (Pander, ?)
- †Cephalaspis sp. "Forfar" (Trewin & Davidson, 1996)
- †Cephalaspis syndenhami (Pageau, 1969)
- †Cephalaspis traquairi (Stensio, ?)
- †Cephalaspis uternaria (?)
- †Cephalaspis vogti (Stensiö, 1927)
- †Cephalaspis watneliei (Stensiö, 1927)
- †Cephalaspis westolli (Russell, 1954)